# Thiota
Thiota var en tysk profet och kättare, aktiv i sydvästra Tyskland cirka 847. Hon samlade en stor skara anhängare runt sig innan hon ställdes inför rätta av kyrkan och tvingades ta tillbaka vad hon sagt.